# Kristen Bell
Kristen Bell (Huntington Woods, Michigan, 18. srpnja 1980.) je američka glumica. Najpoznatija je po ulozi Veronice Mars u teen seriji Veronica Mars.

## Karijera
Kristen Bell svoju je karijeru počela 1998. godine u obiteljskoj komediji Polish Wedding, no kako je to bila mala uloga, njezino ime nije se našlo među glumačkom postavom. Godine 2001. napustila je privatno sveučilište kako bi se što bolje posvetila ulozi u brodvejskom mjuziklu Pustolovine Toma Sawyera, a iste godine debitirala je u filmu Pootie Tang, te se ovaj put njezino ime pojavilo na izlaznoj špici među ostalim glumcima. Nakon toga pohodila je audiciju za ulogu Chloe Sullivan u TV seriji Smallville, no istu je dobila glumica Allison Mack. Godine 2006. Kristen je osvojila "Saturn Award", priznanje za najbolju televizijsku glumicu, za ulogu teen-seriji Veronica Mars, koju je snimala od 2004. do 2007. godine. 2010. se pridružila glumačkoj postavi četvrtog dijela horora Vrisak, a prije toga počela je snimati mjuzikl Burlesque, zajedno s pjevačicama Cher i Christinom Aguilerom. Posudila je glas i prema njoj je modelirano lice Lucy Stillman u serijalu Assassin's Creed.
Pozornost šire publike je još jednom stekla svojom ulogom Ane u Disney animiranom filmu Snježno kraljestvo iz 2013. gdje u originalu posuđuje glas glavnoj junakinji.

## Privatni život
Godine 2005. Kristen Bell imenovana je jednom od jedanaest ljudi koje bi većina željela vidjeti potpuno gole. Nekoliko magazina smjestilo ju je više puta na svoje ljestvice najseksi osoba, a 2006. godine imenovana je najseksi vegetarijankom. Kako je jednom izjavila, veliki je ljubitelj životinja, pa joj nije nikakav problem pojesti brokulice umjesto mesa. Kristen Bell tri godine bila je u vezi s američkim glumcem Daxom Shepardom prije nego što su se zaručili u siječnju 2010. godine.

## Vanjske poveznice
- Kristen Bell u internetskoj bazi filmova IMDb-u (engl.)